# Velna
Velna – wieś w Estonii, w prowincji Põlva, w  gminie Värska.